# 常青城站
常青城站位于中华人民共和国湖北省武汉市东西湖区，是武汉地铁2号线的地铁车站，規劃時稱“常青车辆段站”。

## 车站结构

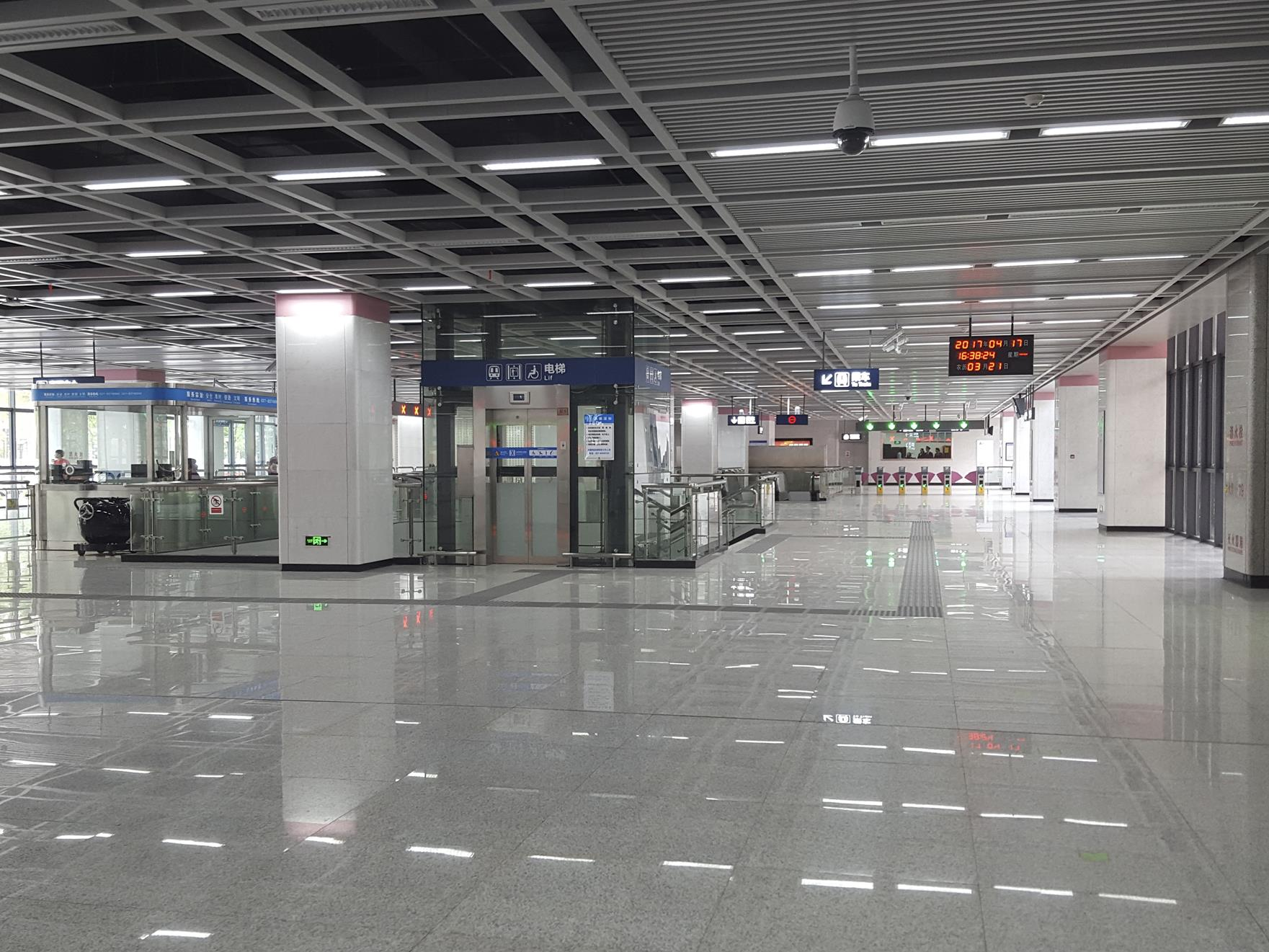
站廳層

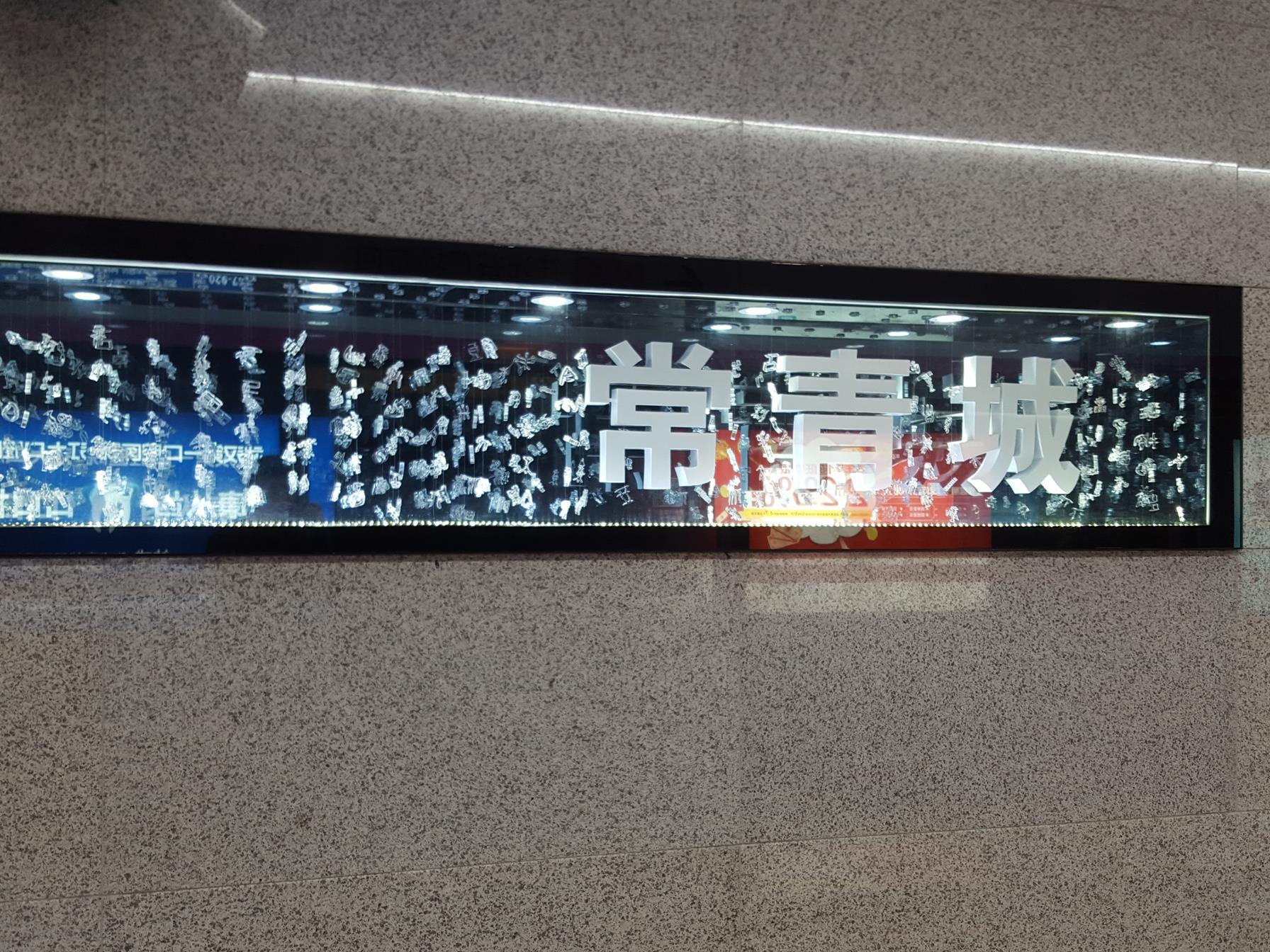
立體站名

车站位于常青车辆段南面，金银潭大道以北。地面一层是站厅，地下一层是站台。旁边是“地铁时代常青城”楼盘，这也是武汉市首个地铁上盖物业开发试点项目。

### 楼层分布
| 地面     | 站厅               | 售票机、客服中心、武漢通充值、出入口 |  |  |
| 地下一层 |                    | █ 2号线 往天河机场（宏图大道）       |  |  |
|          | 岛式站台，左侧开门 |                                      |  |  |
|          |                    | █ 2号线 往佛祖岭（金银潭）           |  |  |

### 车站出口
|                                                 |      |                                                       |
| 出口編號                                        | 設施 | 建議前往的目的地                                      |
| A                                               |      | 車輛段南路                                            |
| B                                               |      | 車輛段南路 將軍二路、金銀潭大道、將軍路中學、頤和家園 |
| C                                               |      | 車輛段南路 將軍四路、金銀潭大道                       |
| 注： 設有升降機 \| 設有輪椅升降台 \| 設有洗手間 |      |                                                       |

## 鄰近地點
汉孝城际铁路金银潭站、常青车辆段

### 内部链接
- 武汉地铁车站列表